# Galaxy 14
O Galaxy 14 (G-14) é um satélite de comunicação geoestacionário construído pela Orbital Sciences Corporation (OSC). Ele está localizado na posição orbital de 125 graus de longitude oeste e foi operado inicialmente pela PanAmSat e atualmente pela Intelsat. O satélite foi baseado na plataforma Star-2 Bus e sua expectativa de vida útil é de 15 anos.

## Lançamento
O satélite foi lançado com sucesso ao espaço no dia em 13 de agosto de 2005 às 23:28 UTC, por meio de um veículo Soyuz-Fregat a partir do Cosmódromo de Baikonur, no Cazaquistão. Ele tinha uma massa de lançamento de 2.086 kg.

## Capacidade e cobertura
O Galaxy 14 é equipado com 24 transponders de banda C para fazer transmissão de dados e navegação para à América do Norte e Caribe.